# Geoffrey van Leeuwen
Geoffrey van Leeuwen (ur. 7 lutego 1971 w Hadze) – holenderski urzędnik państwowy i dyplomata, od 2023 do 2024 minister.

## Życiorys
Kształcił się w zakresie prawa cywilnego na Uniwersytecie w Lejdzie (1998–1994), studiował w międzyczasie w Instytucie Nauk Politycznych w Paryżu. W latach 1994–1995 kształcił się na University of Cambridge, gdzie uzyskał magisterium z filozofii stosunków międzynarodowych. Od 1996 związany zawodowo z holenderskim ministerstwem spraw zagranicznych. Był konsulem generalnym w Mumbaju (2013–2016), ambasadorem w Afganistanie (2016–2018) oraz dyrektorem departamentu Bliskiego Wschodu i Afryki Północnej w ministerstwie (2018–2020). Związany z Partią Ludową na rzecz Wolności i Demokracji. W 2020 powołany na doradcę do spraw zagranicznych i obronnych w ministerstwie spraw ogólnych.
W grudniu 2023 w czwartym gabinecie Marka Ruttego objął stanowisko ministra bez teki ds. handlu zagranicznego i współpracy rozwojowej. Zastąpił Liesje Schreinemacher, która ustąpiła z tej funkcji w związku z urlopem macierzyńskim. Zakończył pełnienie tej funkcji w kwietniu 2024.